# Lustgarten
Le Lustgarten [ˈlʊstˌɡaʁtn̩] (« jardin d'agrément ») est un parc sur l'île aux Musées dans le centre de Berlin, près de du château de Berlin (Berliner Stadtschloss) dont il faisait partie à l'origine et à proximité de l'avenue Unter den Linden. Suivant les époques, il a servi pour les parades militaires, les ralliements de masse ou comme jardin public.

## Situation
Le jardin est situé au nord du quartier historique de Cölln, sur l'île de la Spree entre la rivière Sprée et le Kupfergraben. La place est bordée de l'Altes Museum au nord et de la cathédrale de Berlin à l'est ; au sud, de l'autre côté de la rue Am Lustgarten (Bundesstraße 2 et 5), se trouve le Forum Humboldt dans le château de Berlin.

## Histoire
Au Moyen Âge et au début de l'ère moderne, la pointe nord de l'île était un endroit humide et marécageux. À partir de 1443, l'électeur Frédéric II de Brandebourg fit construire le premier château au nord de la ville de Cölln. Un jardin potager à côté de la résidence a été aménagé sous le règne de l'électeur Jean II Georges en 1573. Le terrain fut dévasté pendant les désordres de la guerre de Trente Ans.

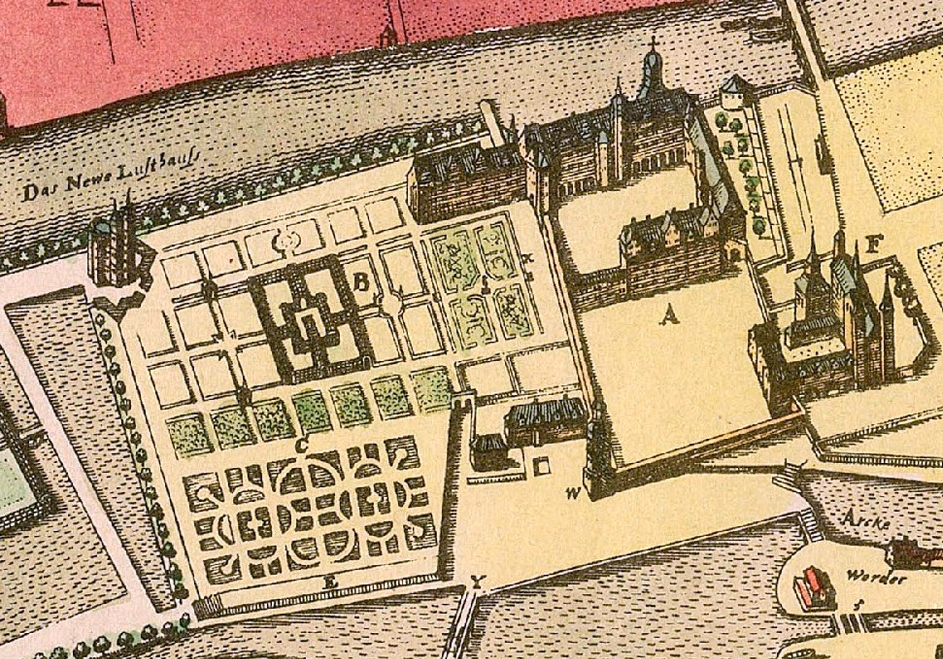
Le château et ses jardins sur un plan de Johann Gregor Memhardt, 1652.

Après la guerre, le « Grand Électeur » Frédéric-Guillaume Ier fit rétablir les espaces verts en style hollandais, probablement selon les plans de son architecte Johann Gregor Memhardt. Le jardin privé du prince-électeur, nommé Kurfürstlicher Lustgarten depuis 1646 connut une fortune diverse au fil du temps. À l'origine, l'espace intégra des villas et pavillons, une serre où des pommes de terre sont cultivées pour la première fois, et également un court de jeu de paume. Peu après cependant, une partie des installations fut démolie afin de céder la place à la forteresse de Berlin. 
Le parc s'est transformée en un jardin botanique dans les proportions d'aujourd'hui vers l'an 1658. Une orangerie dans la partie nord est construite sur des plans de Johann Arnold Nering à partir de 1685. Au XVIIIe siècle, le jardin fut transformé en place d'exercices pour l'Armée prussienne par le « Roi-Sergent », Frédéric-Guillaume Ier. Son fils et successeur, Frédéric II, fait aménager le terrain avec des châtaigneraies ; sur le côté est, la nouvelle cathédrale de Berlin fut construite entre 1745 et 1748 par Johan Bouman. 
Sous le règne du roi Frédéric-Guillaume III, en 1798, la bourse de Berlin a reçu un nouveau bâtiment dans le Lustgarten. Le terrain a retrouvé un visage plus vert et bucolique grâce aux efforts de l'architecte David Gilly ; il sert de promenade mais encore de place d'armes, dominé d'une grande statue en marbre du prince Léopold d'Anhalt-Dessau. Après la défaite du royaume de Prusse à la bataille d'Iéna en 1806, Napoléon  fit son entrée dans Berlin à la tête de ses troupes qui bivouaquaient sur la pelouse.
Au cours du réveil national à la suite de la « guerre de libération » (Befreiungskrieg), le centre de Berlin a été réaménagé. Sur l'avenue d'Unter den Linden de nouveaux édifices publics ont été construits dont la Neue Wache et l'Altes Museum (« Vieux Musée »), ainsi que la transformation de la cathédrale en style néo-classique par l'architecte Karl Friedrich Schinkel. L'espace vert reliant les bâtiments était remodelé par le paysagiste Peter Joseph Lenné de 1826 à 1828. Divisée en six secteurs verts et orné par une vaste esplanade qui court devant l'Altes Museum, le jardin s'articule autour d'une fontaine de 13 mètres de haut. En 1831, un grand bol en granite fut installé au pied de l'escalier extérieur du musée.
Après la fondation du Reich allemand, le jardin fut transformé plusieurs fois et la place est décorée d'une statue équestre de Frédéric-Guillaume III érigée entre 1863 et 1876. Pavé sur une grande surface en préparation des Jeux olympiques d'été de 1936, cet espace sous la dictature nazie puis communiste accueillait les défilés militaires. Depuis 1999, les pavés ont été de nouveau recouverts par un jardin, inspiré des modèles historiques de Lenné.

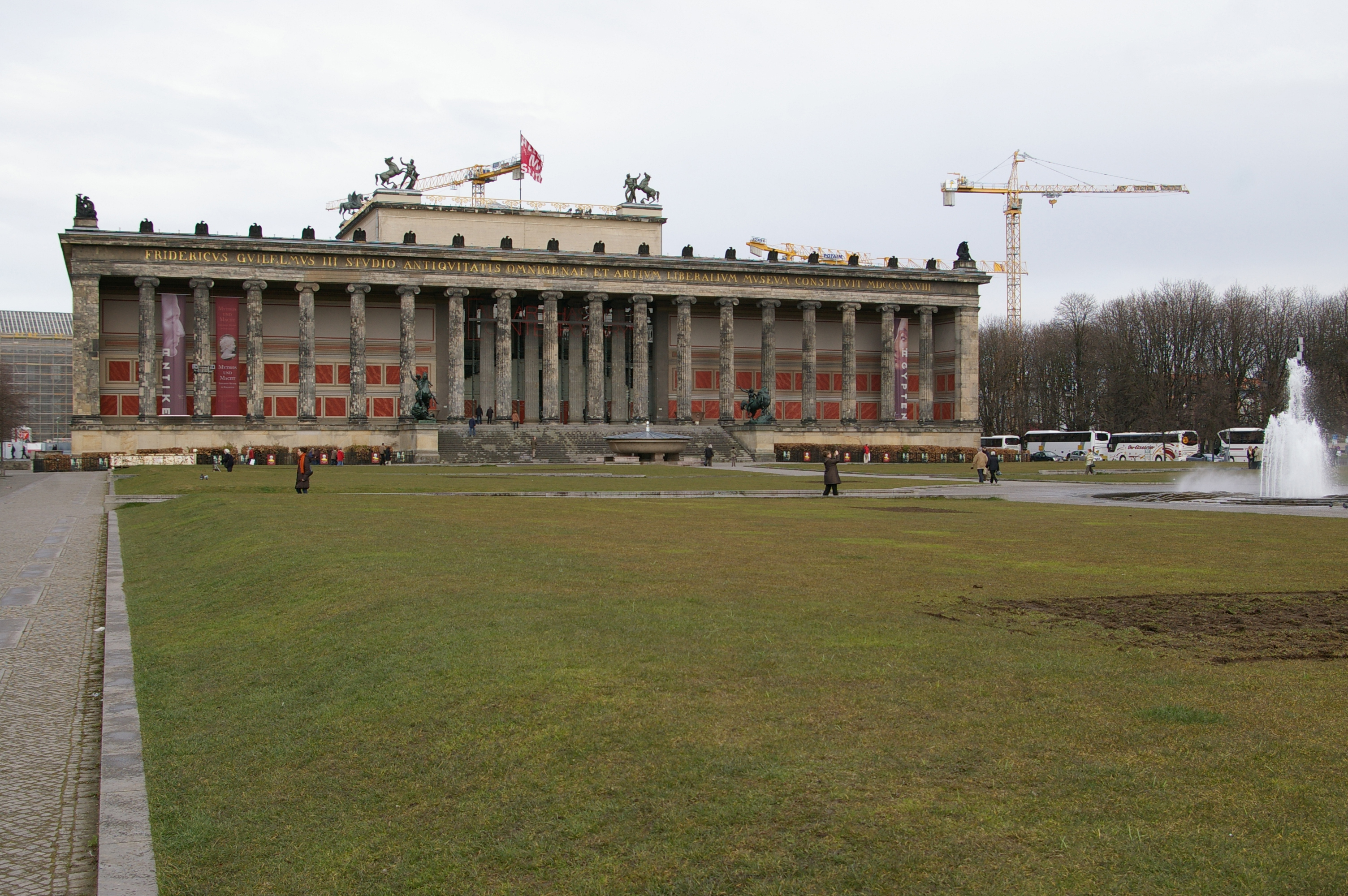
Le Lustgarten devant l'Altes Museum.
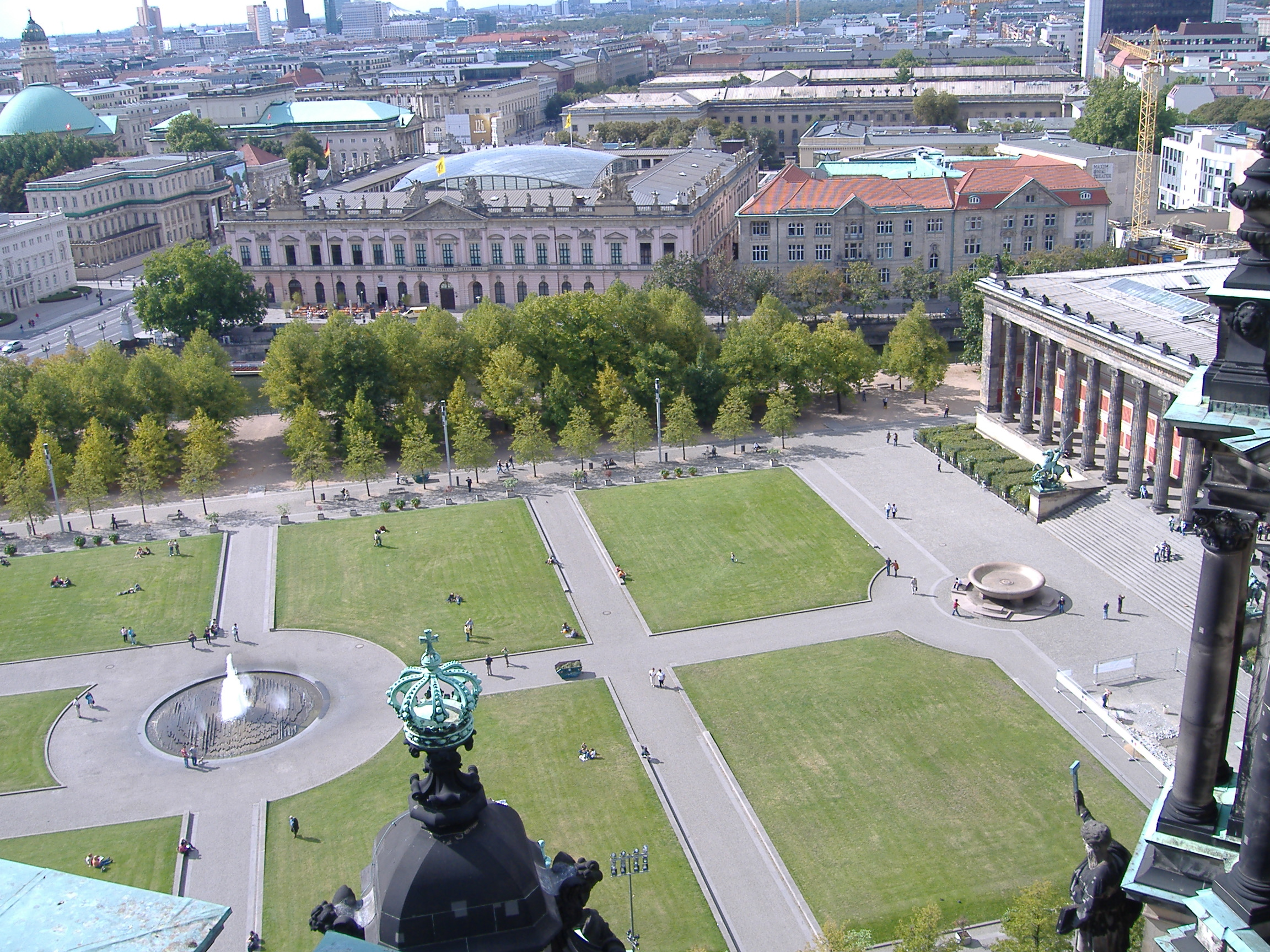
Vue du Lustgarten depuis le Berliner Dom.
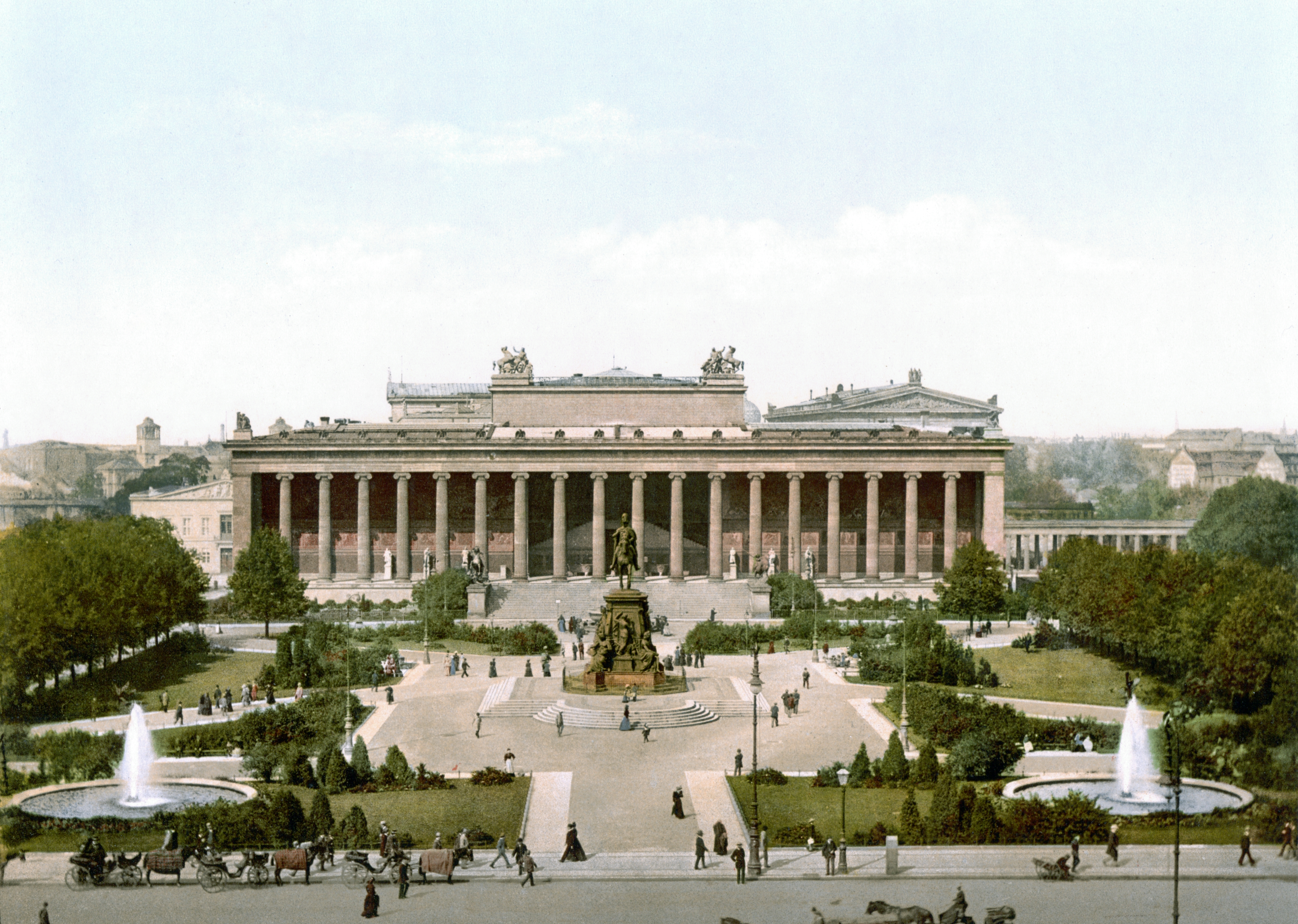
Le Lustgarten en 1900.
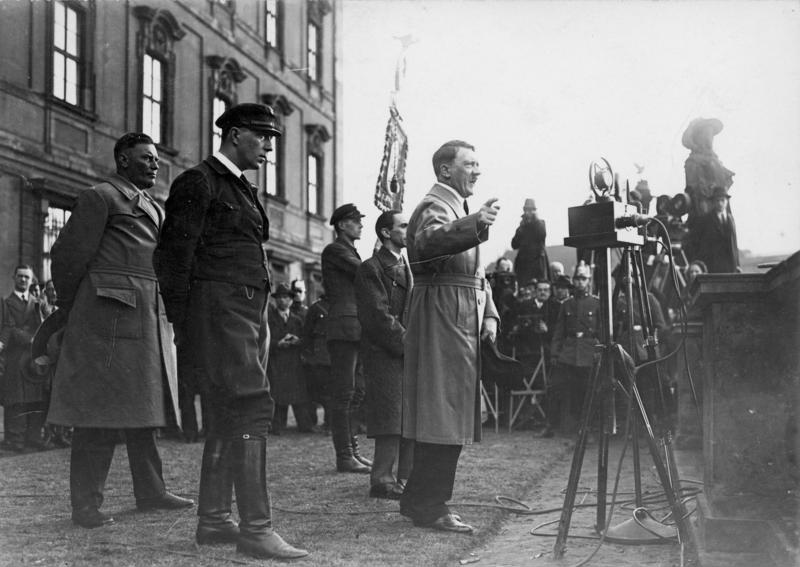
Discours d'Adolf Hitler, le 4 avril 1932, au Lustgarten de Berlin, aux côtés de Wilhelm Brückner, Wolf-Heinrich von Helldorf et Joseph Goebbels.